# Leigh Ann Ganzar
Leigh Ann Ganzar (8 september 1989) is een Amerikaans voormalig wielrenster. Ze won in 2018 het Amerikaans criterium kampioenschap. In 2019 reed Ganzer voor Hagens Berman-Supermint; dat jaar won ze haar eerste UCI koers, de Winston-Salem Cycling Classic. Tevens behaalde ze enkele podiumplaatsen in etappekoersen. In 2020 maakte ze de overstap naar Rally Cycling; dat jaar won ze de vierde etappe van de Tour de l'Ardèche en werd ze vierde in de slotrit van de Women's Tour Down Under. In mei 2021 kwam ze tijdens de Setmana Ciclista Valenciana hard ten val, waarbij ze een hersenschudding opliep. Een week later ging ze nog van start in de Clásicas Féminas de Navarra, maar moest voortijdig opgeven. Ook de rest van het seizoen kwam ze niet meer in actie en na het seizoen 2021 hing ze haar fiets aan de wilgen.

## Palmares
2018
Amerikaans criterium kampioenschap
2019
Winston-Salem Cycling Classic
3e in 1e etappe Joe Martin Stage Race
3e in 2e etappe Ronde van de Gila
3e in 4e etappe Ronde van de Gila
3e in 3e etappe Ronde van Californië
2020
4e etappe Tour de l'Ardèche
| Jaar | Gent-Wevelgem | Luik-Bast.‑Luik | Waalse Pijl | Winston-Salem Cycling Classic | La Course by Le Tour de France |  | WK op de weg |
| ---- | ------------- | --------------- | ----------- | ----------------------------- | ------------------------------ |  | ------------ |
| 2018 |               |                 |             | 45e                           |                                |  |              |
| 2019 |               | 54e             | 71e         | Goud                          |                                |  | opgave       |
| 2020 | opgave        |                 |             |                               | 48e                            |  |              |
| 2021 |               | opgave          | buit.tijd   |                               |                                |  |              |

## Ploegen
- 2019 —  Hagens Berman-Supermint
- 2020 —  Rally Cycling
- 2021 —  Rally Cycling